# Werset
Werset (łac. versus – wiersz) – specyficzna metoda segmentacji tekstu w utworze, którego szczególny charakter odbioru polega na przywiązywaniu uwagi, w dużym stopniu niezależnej, do każdego z jego krótkich fragmentów obejmujących jedno lub najwyżej kilka zdań. Podział na wersety występuje szczególnie często w obszernych utworach o treści religijnej (np. Biblia, Koran), stanowiących ważne źródło wiedzy dla odbiorcy. Podział na wersety ma wskazywać odbiorcy całostkę treściowo-znaczeniową, a jednocześnie ułatwiać wyodrębnianie jej podczas wyszukiwania lub cytowania. Czasami podział na wersety spotykany jest również w utworach czysto literackich, najczęściej poetyckich, nawiązujących np. do stylistyki biblijnej (np. Anhelli Juliusza Słowackiego).
Wersety są wyróżnieniem tekstu na najniższym poziomie, a więc odnoszą się do fragmentów mniejszych nawet od akapitów. Są wyodrębnione typograficznie, zajmują jedną lub kilka linijek tekstu, a często są nawet numerowane. Ich całości znaczeniowej towarzyszy często pokrywająca się z nimi interpretacja intonacyjna, a czasami nawet rytmiczna.